# السعودية الحرب على المخدرات
وثائقي يتفرّد بتصوير مفصّل لدقائق عمل القوى الأمنية السعودية التي تكافح المخدّرات بالتعاون مع الجمارك وحرس الحدود. الكاميرا تدخل للمرة الأولى إلى مراكز عمليات تلك القوى وترافقها في مهمات حقيقية خطرة في عدد من المدن كالرياض، أو في مناطق حدودية كالساحل الشرقي، أو المناطق المتاخمة لليمن أو في الحديثة القريبة من الأردن. تصوير شيّق لطرق رصد مهرّبي المواد الممنوعة ومتابعتهم والانقضاض عليهم، ولاحقاً التحقيق معهم. في الأعوام الثلاثة الأخيرة تم اعتقال عدد من المتورّطين في إدخال كميات هائلة من المواد المحظورة إلى البلاد وترويجها، مركّزاً على المشكلة الرئيسية فيها، وهي المنشّطات التي تفوق في جسامتها أي مكان آخر، بحيث صادرت السعودية ربع كمية الحبوب المضبوطة في العالم كله. في الفيلم أيضاً شرح لأدهى الطرق التي يعتمدها المهرّبون في إدخال المواد الممنوعة إلى السعودية.